# Gregory Sedoc
Gregory Sedoc (ur. 16 października 1981 w Amsterdamie) – holenderski lekkoatleta, płotkarz, halowy mistrz Europy.
Największym osiągnięciem Sedoca jest złoty medal w biegu na 60 metrów przez płotki halowych mistrzostw Europy w 2007. Wcześniej (od 2002) startował w wielu międzynarodowych zawodach seniorskich, ale bez większych sukcesów, był m.in. 2. w Halowym Pucharze Europy (Bieg na 60 m przez płotki Lipsk 2004). Na tym samym dystansie wywalczył srebro Halowych Mistrzostw Europy (Turyn 2009).

## Rekordy życiowe
- Bieg na 110 m przez płotki - 13.37 (2007)
- Bieg na 60 m przez płotki - 7.52 (2009) rekord Holandii